# Lama
A Lama az emlősök (Mammalia) osztályának párosujjú patások (Artiodactyla) rendjébe, ezen belül a tevefélék (Camelidae) családjába tartozó típusnem.

## Rendszerezés
A nembe az alábbi 2 faj tartozik:
- láma (Lama glama) (Linnaeus, 1758) - típusfaj
- guanakó (Lama guanicoe) (Statius Müller, 1776)

### Fordítás
- Ez a szócikk részben vagy egészben  a   Lama (genus) című angol Wikipédia-szócikk ezen változatának fordításán alapul.  Az eredeti cikk szerkesztőit annak laptörténete sorolja fel. Ez a jelzés csupán a megfogalmazás eredetét és a szerzői jogokat jelzi, nem szolgál a cikkben szereplő információk forrásmegjelöléseként.